# Meredith Michaels-Beerbaum
Pour les articles homonymes, voir Michaels et Beerbaum.
Meredith Michaels-Beerbaum est une cavalière de saut d'obstacles née le 26 décembre 1969 à Los Angeles aux États-Unis. Épouse du cavalier allemand Markus Beerbaum et belle-sœur du multi-médaillé olympique Ludger Beerbaum, elle monte à cheval pour l'Allemagne.

## Biographie
Née avec la nationalité américaine, fille du réalisateur Richard Michaels (en), Meredith Michaels grandit en montant à poney puis à cheval, et participe à des compétitions, en remportant à quatre reprises le titre de championne junior de Californie. Elle suit des études de science politique à l'Université de Princeton (New Jersey), en continuant parallèlement de pratiquer l'équitation. En 1991, un sérieux accident lui laisse ses deux poignets cassés.
Elle part alors s'entraîner en Allemagne, coachée par Paul Schockemöhle, tout en ne prévoyant que d'y rester un été, et éventuellement d'y revenir plus tard de manière définitive. Elle décide ensuite d'acquérir un centre entraînement à Balve (Allemagne).
De par son mariage avec Markus Beerbaum en 1998, elle opte pour la nationalité allemande. En 2010, elle donne naissance à une petite fille, Brianne Victoria.

## Palmarès international
La cavalière allemande de CSO, Meredith Michaels-Beerbaum, détient un palmarès exceptionnel : c’est l’unique femme à avoir été n°1 mondial au classement FEI (en 2004 pour la première fois) à ce jour.

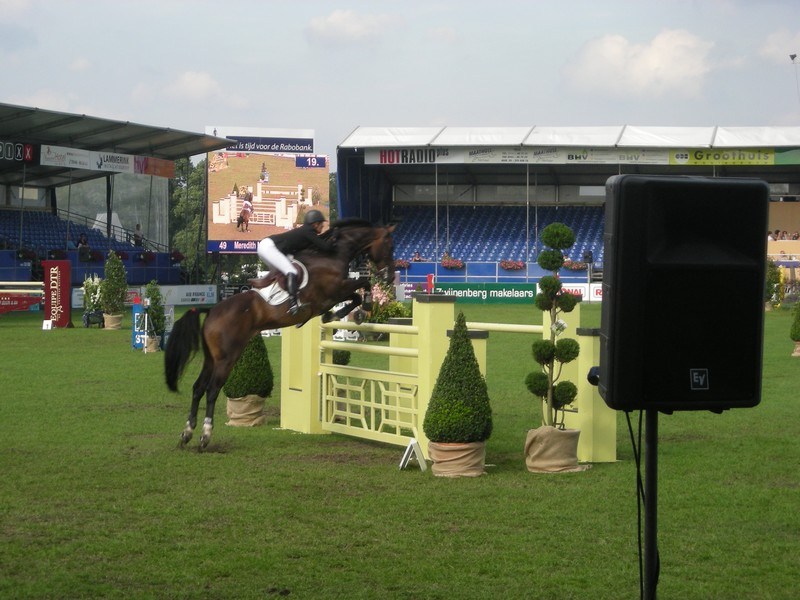
Meredith en CSO avec Shutterfly

- 1999 : médaille d'or par équipe aux championnats d'Europe d'Hickstead en Grande-Bretagne avec Stella.
- 2004 : 2e de la coupe du monde à Milan en Italie et 1re de la finale Top Ten à Genève avec Shutterfly[1].
- 2005 : médaille d'or par équipe aux championnats d'Europe de San Patrignano en Italie avec Checkmate et 1re de la finale de la Coupe du monde de saut d'obstacles à Las Vegas aux États-Unis avec Shutterfly.
- 2006 : médaille de bronze individuelle et par équipe aux Jeux équestres mondiaux d'Aix-la-Chapelle en Allemagne et 1re de la finale Top Ten à Genève avec Shutterfly.
- 2007 : médaille d'or en individuel et d'argent par équipe aux championnats d'Europe de Mannheim en Allemagne avec Shutterfly.
- 2008 : 1re de la finale de la Coupe du monde de saut d'obstacles avec Shutterfly
- 2009 : première cavalière à gagner 3 fois  la finale de la Coupe du monde de saut d'obstacles avec Shutterfly, médaille de bronze par équipe aux championnats d'Europe de Windsor en Grande-Bretagne avec Checkmate.
- 2010 : médaille d'or par équipe aux Jeux équestres mondiaux de Lexington (États-Unis) et vainqueur du Grand Prix Coupe du Monde d'Equita'Lyon avec Checkmate.
- 2011 : prix de l'Europe à Aix-la-Chapelle avec Shutterfly et cérémonie d'adieu du crack cheval[2]
- 2012 : 3e du grand prix d'Aix-la-Chapelle avec Bella Donna ; Membre de l'équipe allemande aux JO de Londres 23e place individuelle ; 2e place coupe du monde de Vienne avec Bella Donna
- 2015 : Championnats d'Europe à Aix-la-Chapelle, médaille d'argent par équipe et une 8 place en individuel avec Fibonacci [3]
- 2016 : médaille de bronze par équipe avec Fibonacci aux JO de Rio